# Novakova pećina
Novakova pećina je pećina u Bosni i Hercegovini.
Smještena je na području općine Sokolac, istočna Bosna. Nalazi se na 1525 metara nadmorske visine. Pristup joj je omogućen uređenom alpinističkom stazom. Ime je dobila po narodnom junaku Starini Novaku. 
Prvo istraživanje pećine izveli su članovi planinarskog društva Željezničar iz Sarajeva 1956. godine. Novakova pećina se sastoji od jednog horizontalnog i jednog vertikalnog kanala ukupne dužine od oko 60 metara.